# Флайшванген
Флайшванген (нем. Fleischwangen) — община в Германии, в земле Баден-Вюртемберг. 
Подчиняется административному округу Тюбинген. Входит в состав района Равенсбург. Подчиняется управлению Альтсхаузен.  Население составляет 658 человек (на 31 декабря 2010 года). Занимает площадь 5,80 км².